# Конвой Хальмахера – Манокварі (05.11.43 – 11.11.43)
Конвой Хальмахера — Манокварі (05.11.43 — 11.11.43) — японський конвой часів Другої світової війни, проведення якого відбувалось у листопаді 1943-го.
Вихідним пунктом конвою була затока Кау на острові Хальмахера (північна частина Молуккського архіпелагу), який відігравав важливу роль у постачанні японських сил на заході Нової Гвінеї. Пунктом призначення став Манокварі (північно-східний кут півострова Чендравасіх), де ще в квітні 1942-го японці створили свою базу.
До складу конвою увійшли транспорти «Гамбург-Мару» (перед тим прибув з Маніли в конвої H-2) та «Мьогі-Мару» (Myogi Maru), що перевозили 8-й та 9-й загони тайванських робітників (Taiwanese Auxiliary Labor Groups). Охорону забезпечував переобладнаний сітьовий загороджувач «Хінокі-Мару».
Конвой вийшов з порту 5 листопада 1943-го та 8 листопада досягнув Манокварі. Тут він швидко розвантажився і рушив назад.
У підсумку конвой пройшов без втрат і 11 листопада прибув до затоки Кау.